# قاچاق

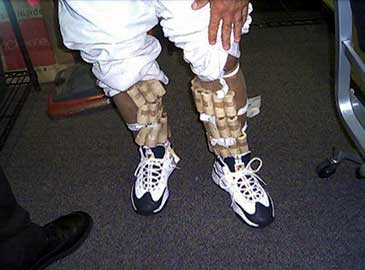
قاچاقچی دستگیر شده در مرز آمریکا

قاچاق یا نهان‌فروشی چیزی است که ورود آن به کشور یا معامله آن از طرف دولت ممنوع و بدون مجوز است. در علم اقتصاد به صورت مشخص به ورود و خروج کالا که مخفیانه از مرزهای کشور وارد یا خارج شود، قاچاق می‌گویند. کالای اقتصادی که مورد قاچاق قرار می‌گیرد را کالای قاچاق می‌نامند. شخص یا اشخاصی که مبادرت به انجام قاچاق می‌کنند را قاچاقچی یا سوداگر می‌گویند.

## زمینه و دلایل قاچاق
هنگامی که قیمت یک کالا در یک کشور با اجرای طرح‌های دستوری و با تمهیدات خاص کاهش می‌یابد، در نتیجه سوءاستفاده‌کنندگان به دنبال تهیه آن کالای ارزان‌قیمت برای قاچاق آن به بیرون از مرزها هستند.

## اقتصاد پنهان
صادرات یا واردات کالاهای ممنوعه و انحصاری، مثل انسان، مواد مخدر، زنان و کودکان، سوخت، نفت، گازوئیل، بنزین، اعضای بدن، دارو، ارز، جنگ‌افزار، خاویار، مشروبات الکلی و ده‌ها مورد دیگر، را می‌توان از مصادیق قاچاق نامید.
دانشمندان علم اقتصاد، از پدیده قاچاق تحت عنوان اقتصاد پنهان نیز یاد کرده‌اند.
علاوه بر موارد یادشده، قانونگذار ایران اعمال دیگری را از جمله مصادیق بزه قاچاق دانسته که به عنوان مثال می‌توان به بند ۲ ماده ۱۲ قانون الحاق موادی به قانون تنظیم بخشی از مقررات مالی دولت مصوب ۱۳۸۴ اشاره نمود که در این قانون عمل نگهداری کالای قاچاق نیز جرم تلقی و مشمول مجازاتهای مربوط به قاچاق کالا می‌باشد. همچنین در مواردی مقنن افعال دیگری همانند عرضه و فروش کالا بدون پرداخت مالیات مربوطه موضوع تبصره ماده ۱۹ قانون مالیات بر ارزش افزوده یا حمل چوب یا ذغالی که برای مصارف روستایی جنگل نشینان یا دهکده‌های مجاور جنگل اختصاص داده شده به نقاط دیگر را قاچاق فرض نموده‌است؛ بنابراین نتیجه می‌گیریم که قاچاق کالا صرفاً ناظر به ورود کالا از مرزهای جغرافیایی نمی‌باشد.

## قانونمبارزه با قاچاق
دولتها معمولاً قوانین سختی را علیه پدیده قاچاق وضع می‌کنند و در مواردی برای اشخاص قاچاقچی مجازات اعدام پیش‌بینی شده‌است که این امر بیشتر برای قاچاقچیان مواد مخدر اجرا شده‌است.

## جُستارهای وابسته
- قاچاق مواد مخدر
- قاچاق تخم کرم ابریشم به امپراتوری بیزانس
- قاچاق جنسی
- قاچاق کودکان
- قاچاق اسلحه
- کارتل
- رقابت (علم اقتصاد)